# Albert (zm. 1168/1178)
Albert (zm. między 1168 a 1178) – przedstawiciel dynastii Piastów, najprawdopodobniej syn Władysława II Wygnańca, możliwe jednak, że syn Bolesława Wysokiego lub osoba tożsama bądź z Konradem Laskonogim (drugie imię), bądź z Jarosławem (drugie imię); świadkował na dokumencie Fryderyka I Barbarossy z 10 lipca 1168.